# 龚立本
龚立本（1572年—1644年），字渊孟，直隸常熟縣人，居冶塘大河（今大河村）。

## 生平
隆庆六年（1572年）出生，早年為县学诸生，知县杨涟以国士待之。万历四十三年（1615年），中举人，选任太平府教授。知崇德县。权相温体仁之子不法乡里，贩卖私盐被龚立本扣下，因此得罪體仁，本擢陕西道监察御史，因勒改工部主事。官至南京刑部主事。崇祯十七年（1644年），李自成破京師，龚立本聞訊，北面长号绝食而死。

## 著作
有《浪泊集》、《松窗快笔》、《烟艇永怀》等。